# Campeonato Europeo de Baloncesto Masculino Sub-18 de 2025
El Campeonato Europeo Sub-18 de Baloncesto Masculino de 2025 fue la cuadragésima edición del campeonato europeo de baloncesto para selecciones nacionales masculinas sub-18. El campeonato se jugó en Belgrado, Serbia, del 26 de julio al 3 de agosto de 2025, con 16 selecciones participantes. España se alzó con su sexto título en este campeonato al derrotar a Francia en la final por 82-81.

## Organización

### Sedes
| Belgrado | Belgrado          |
| Belgrado | Belgrade Arena    |
| Belgrado | Capacidad: 18 386 |
| Belgrado |                   |

### Formato de competición
Fase de grupos
Los dieciséis (16) equipos participantes están divididos en cuatro (4) grupos (A, B, C, y D) compuestos por cuatro (4) equipos cada uno de ellos. Cada equipo jugará contra el resto de equipos de su propio grupo (un total de 3 partidos para cada equipo).
Fase final
Todos los equipos se clasifican para la ronda de octavos de final, en la cual se enfrentarán de forma cruzada entre los Grupos A, B, C y D (A1 - B4, A2 - B3, etc.). Los ganadores de octavos de final avanzan a la ronda de cuartos de final, mientras que los no clasificados pasarán a jugar los partidos de clasificación para las posiciones entre 9-16.

## Equipos participantes
Tras el descenso en la edición anterior de Dinamarca, Finlandia y Croacia, ascendieron Macedonia del Norte, como ganadores de la División B del Campeonato Europeo de Baloncesto Masculino Sub-18 de 2024; Austria, como subcampeones; y Bulgaria, como terceros clasificados.
- Alemania
- Austria  (2º)
- Bélgica
- Bulgaria  (3º)
- Eslovenia
- España
- Francia
- Grecia
- Israel
- Italia
- Letonia
- Lituania
- Macedonia del Norte  (1º)
- Serbia
- Suecia
- Turquía

### Sorteo de grupos
El sorteo de la primera ronda se celebró el 28 de enero de 2025 en Freising, Alemania. Los grupos quedaron distribuidos de la siguiente forma:
| Grupo A                         | Grupo B                        | Grupo C                                        | Grupo D                          |
| ------------------------------- | ------------------------------ | ---------------------------------------------- | -------------------------------- |
| Israel Italia Alemania Bulgaria | Turquía Suecia Francia Austria | Lituania Grecia Serbia (H) Macedonia del Norte | España Bélgica Eslovenia Letonia |

## Fase de grupos
Todos los horarios corresponden al huso horario local (CEST – UTC+2).

### Grupo A
| Pos. | Equipo   | PJ | G | P | PF  | PC  | DP  | Pts |
| ---- | -------- | -- | - | - | --- | --- | --- | --- |
| 1    | Italia   | 3  | 3 | 0 | 257 | 176 | +81 | 6   |
| 2    | Alemania | 3  | 1 | 2 | 228 | 226 | +2  | 4   |
| 3    | Israel   | 3  | 1 | 2 | 190 | 225 | −35 | 4   |
| 4    | Bulgaria | 3  | 1 | 2 | 203 | 251 | −48 | 4   |

 Fuente: FIBA
Notas:
1. 1 2 3  Alemania: 3 pts., +16 DP; Israel: 3 pts., -8 DP; Bulgaria: 3 pts., -8 DP 
 Israel: -35 DP global; Bulgaria: -48 DP global

Jornada 1
| 26 de julio de 2025 | Italia                                                    | 85–71                                 | Alemania                                                   | Belgrado |  |
| 18:30               | Parciales: 20–18, 29–17, 17–18, 19–18                     | Parciales: 20–18, 29–17, 17–18, 19–18 | Parciales: 20–18, 29–17, 17–18, 19–18                      | |  |
|                     | Estadísticas Accorsi 21 Garavaglia 7 Ceccato 5 Ceccato 22 | Reporte Pts Reb Asts Val              | Estadísticas 23 Grujicic 8 Grujicic 3 Lastring 16 Grujicic | Pabellón: Belgrade Arena 2 Asistencia: 160 espectadores Árbitros: Nicolas Maestre Joseph Hodgson Aleksandar Radonjic |  |

| 26 de julio de 2025 | Israel                                              | 80–67                                 | Bulgaria                                                           | Belgrado |  |
| 21:00               | Parciales: 18–14, 11–16, 21–20, 30–17               | Parciales: 18–14, 11–16, 21–20, 30–17 | Parciales: 18–14, 11–16, 21–20, 30–17                              | |  |
|                     | Estadísticas Streit 17 Keller 8 Keller 5 Hershko 19 | Reporte Pts Reb Asts Val              | Estadísticas 16 Hinkov 7 Tres jugadores 3 Balkandzhiev 13 Kamensky | Pabellón: Belgrade Arena 2 Asistencia: 100 espectadores Árbitros: Edgard Ceccarelli Ali Şakacı Bilal Bardaqji |  |

Jornada 2
| 27 de julio de 2025 | Alemania                                                          | 77–56                                | Israel                                                      | Belgrado                                                                                                   |  |
| 16:00               | Parciales: 14–9, 28–14, 17–18, 18–15                              | Parciales: 14–9, 28–14, 17–18, 18–15 | Parciales: 14–9, 28–14, 17–18, 18–15                        | |  |
|                     | Estadísticas Grujicic 23 Lastring 16 Tres jugadores 4 Lastring 30 | Reporte Pts Reb Asts Val             | Estadísticas 10 Frenkel 6 Tres jugadores 6 Azriel 13 Azriel | Pabellón: Belgrade Arena Asistencia: 400 espectadores Árbitros: Petar Pesić Kirile Tvauri Jānis Rozenbergs |  |

| 27 de julio de 2025 | Bulgaria                                                     | 51–91                                | Italia                                                         | Belgrado |  |
| 21:00               | Parciales: 15–23, 19–27, 11–23, 6–18                         | Parciales: 15–23, 19–27, 11–23, 6–18 | Parciales: 15–23, 19–27, 11–23, 6–18                           | |  |
|                     | Estadísticas Hinkov 11 Kamenski 8 Skrinski 4 Balkandzhiev 10 | Reporte Pts Reb Asts Val             | Estadísticas 15 Garavaglia 8 Garavaglia 6 Lonati 22 Garavaglia | Pabellón: Belgrade Arena Asistencia: 250 espectadores Árbitros: Gintaras Mačiulis Domen Krajnc Alakbar Hasanov |  |

Jornada 3
| 28 de julio de 2025 | Israel                                                                 | 54–81                                 | Italia                                                          | Belgrado |  |
| 16:00               | Parciales: 13–19, 10–17, 10–30, 21–15                                  | Parciales: 13–19, 10–17, 10–30, 21–15 | Parciales: 13–19, 10–17, 10–30, 21–15                           | |  |
|                     | Estadísticas Rachlin, Keller 10 Artmenko 8 Keller, Azriel 3 Rachlin 11 | Reporte Pts Reb Asts Val              | Estadísticas 13 Garavaglia 9 Garavaglia 6 Ceccato 25 Garavaglia | Pabellón: Belgrade Arena 2 Asistencia: 130 espectadores Árbitros: Igor Mitrovski Ioannis Tsibouris Joseph Hodgson |  |

| 28 de julio de 2025 | Alemania                                                                          | 80–85                                | Bulgaria                                                     | Belgrado |  |
| 18:30               | Parciales: 20–26, 27–11, 25–22, 8–26                                              | Parciales: 20–26, 27–11, 25–22, 8–26 | Parciales: 20–26, 27–11, 25–22, 8–26                         | |  |
|                     | Estadísticas Grujicic 21 Grujicic, Lastring 9 Tres jugadores 3 Edoka, Grujicic 20 | Reporte Pts Reb Asts Val             | Estadísticas 19 Hinkov 5 Balkandzhiev 6 Skrinski 22 Skrinski | Pabellón: Belgrade Arena 2 Asistencia: 131 espectadores Árbitros: Sergii Zashchuk Arnau Padrós Nikolaos Tziopanos |  |

### Grupo B
| Pos. | Equipo  | PJ | G | P | PF  | PC  | DP   | Pts |
| ---- | ------- | -- | - | - | --- | --- | ---- | --- |
| 1    | Francia | 3  | 3 | 0 | 270 | 154 | +116 | 6   |
| 2    | Turquía | 3  | 2 | 1 | 230 | 204 | +26  | 5   |
| 3    | Suecia  | 3  | 1 | 2 | 184 | 260 | −76  | 4   |
| 4    | Austria | 3  | 0 | 3 | 206 | 272 | −66  | 3   |

 Fuente: FIBA
Jornada 1
| 26 de julio de 2025 | Suecia                                                  | 43–94                                | Francia                                                         | Belgrado                                                                                                   |  |
| 13:30               | Parciales: 13–23, 8–22, 12–21, 10–28                    | Parciales: 13–23, 8–22, 12–21, 10–28 | Parciales: 13–23, 8–22, 12–21, 10–28                            | |  |
|                     | Estadísticas Novakovic 13 Dumon 5 Möllermark 3 Odinks 7 | Reporte Pts Reb Asts Val             | Estadísticas 19 Boulefaa 6 Trefle 6 Lemoine, Guedegbe 23 Atamna | Pabellón: Belgrade Arena 2 Asistencia: 80 espectadores Árbitros: Lukasz Jankowski Andrea Bongiorni Or Zror |  |

| 26 de julio de 2025 | Turquía                                                           | 92–67                                | Austria                                             | Belgrado                                                                                                   |  |
| 16:00               | Parciales: 26–18, 23–24, 18–16, 25–9                              | Parciales: 26–18, 23–24, 18–16, 25–9 | Parciales: 26–18, 23–24, 18–16, 25–9                | |  |
|                     | Estadísticas Onat 23 Kara, Türkoğlu 11 Coşkun, Onat 5 Türkoğlu 29 | Reporte Pts Reb Asts Val             | Estadísticas 11 Strobl 9 Kircher 5 Sauer 17 Kircher | Pabellón: Belgrade Arena 2 Asistencia: 120 espectadores Árbitros: Michał Proc Kirile Tvauri Vladimir Zanev |  |

Jornada 2
| 27 de julio de 2025 | Austria                                            | 83–85                                 | Suecia                                            | Belgrado |  |
| 13:30               | Parciales: 25–24, 14–18, 21–18, 23–25              | Parciales: 25–24, 14–18, 21–18, 23–25 | Parciales: 25–24, 14–18, 21–18, 23–25             | |  |
|                     | Estadísticas Sauer 23 Kircher 10 Chavez 8 Sauer 24 | Reporte Pts Reb Asts Val              | Estadísticas 25 Fadiga 7 Vilic 7 Fadiga 26 Fadiga | Pabellón: Belgrade Arena Asistencia: 300 espectadores Árbitros: Arnau Padrós Nikolaos Tziopanos Joseph Hodgson |  |

| 27 de julio de 2025 | Francia                                                      | 81–55                                | Turquía                                                                          | Belgrado |  |
| 21:00               | Parciales: 21–15, 11–20, 18–16, 31–4                         | Parciales: 21–15, 11–20, 18–16, 31–4 | Parciales: 21–15, 11–20, 18–16, 31–4                                             | |  |
|                     | Estadísticas Grasshoff 17 Grasshoff 9 Lemoine 6 Grasshoff 20 | Reporte Pts Reb Asts Val             | Estadísticas 14 Coşkun 6 Gönül, Kocagözoğlu 3 Kocagözoğlu, Yıldız 13 Kocagözoğlu | Pabellón: Belgrade Arena 2 Asistencia: 170 espectadores Árbitros: Igor Mitrovski Ioannis Tsibouris Rainis Värv |  |

Jornada 3
| 28 de julio de 2025 | Turquía                                                | 83–56                                 | Suecia                                                                      | Belgrado                                                                                                  |  |
| 16:00               | Parciales: 27–15, 18–13, 17–11, 21–17                  | Parciales: 27–15, 18–13, 17–11, 21–17 | Parciales: 27–15, 18–13, 17–11, 21–17                                       | |  |
|                     | Estadísticas Coşkun 15 Türkoğlu 6 Başaran 7 Başaran 20 | Reporte Pts Reb Asts Val              | Estadísticas 13 Novakovic 7 Edogiawerie 5 Karamouzis 10 Odinks, Edogiawerie | Pabellón: Belgrade Arena Asistencia: 250 espectadores Árbitros: Petar Pesić Domen Krajnc Jānis Rozenbergs |  |

| 28 de julio de 2025 | Francia                                               | 95–56                                 | Austria                                                               | Belgrado |  |
| 21:00               | Parciales: 24–18, 25–14, 24–10, 22–14                 | Parciales: 24–18, 25–14, 24–10, 22–14 | Parciales: 24–18, 25–14, 24–10, 22–14                                 | |  |
|                     | Estadísticas Boulefaa 15 Yimga 10 Guedegbe 6 Yimga 20 | Reporte Pts Reb Asts Val              | Estadísticas 12 Strobl, Cvetkova 6 Kircher 3 Kres, Chavez 13 Cvetkova | Pabellón: Belgrade Arena Asistencia: 250 espectadores Árbitros: Gintaras Mačiulis Lukasz Jankowski Alakbar Hasanov |  |

### Grupo C
| Pos. | Equipo              | PJ | G | P | PF  | PC  | DP   | Pts |
| ---- | ------------------- | -- | - | - | --- | --- | ---- | --- |
| 1    | Lituania            | 3  | 3 | 0 | 313 | 223 | +90  | 6   |
| 2    | Serbia (H)          | 3  | 2 | 1 | 266 | 211 | +55  | 5   |
| 3    | Grecia              | 3  | 1 | 2 | 226 | 238 | −12  | 4   |
| 4    | Macedonia del Norte | 3  | 0 | 3 | 176 | 309 | −133 | 3   |

 Fuente: FIBA
Jornada 1
| 26 de julio de 2025 | Lituania                                                                     | 137–62                                | Macedonia del Norte                                            | Belgrado                                                                                                  |  |
| 16:00               | Parciales: 33–15, 26–15, 42–17, 36–15                                        | Parciales: 33–15, 26–15, 42–17, 36–15 | Parciales: 33–15, 26–15, 42–17, 36–15                          | |  |
|                     | Estadísticas Bubnys, Pocius 18 Deniušas 11 Mikalauskas, Urbonas 7 Urbonas 25 | Reporte Pts Reb Asts Val              | Estadísticas 21 Janichikj 7 Malinikj 2 Stojanoski 12 Janichikj | Pabellón: Belgrade Arena Asistencia: 300 espectadores Árbitros: Arnau Padrós Duhan Köyiçi Alakbar Hasanov |  |

| 26 de julio de 2025 | Grecia                                                                          | 63–96                                 | Serbia                                                      | Belgrado |  |
| 18:30               | Parciales: 19–23, 10–25, 20–24, 14–24                                           | Parciales: 19–23, 10–25, 20–24, 14–24 | Parciales: 19–23, 10–25, 20–24, 14–24                       | |  |
|                     | Estadísticas Lefas 14 Ntapsis 6 Makaratzis, Kazamias 3 Makaratzis, Sermpezis 14 | Reporte Pts Reb Asts Val              | Estadísticas 21 Bačko 8 Obućina 4 Radović, Popović 22 Bačko | Pabellón: Belgrade Arena Asistencia: 2500 espectadores Árbitros: Sergii Zashchuk Domen Krajnc Jānis Rozenbergs |  |

Jornada 2
| 27 de julio de 2025 | Macedonia del Norte                                      | 55–83                                 | Grecia                                                 | Belgrado |  |
| 13:30               | Parciales: 13–27, 10–19, 21–20, 11–17                    | Parciales: 13–27, 10–19, 21–20, 11–17 | Parciales: 13–27, 10–19, 21–20, 11–17                  | |  |
|                     | Estadísticas Danev 17 Gjorgjevikj 8 Janichikj 6 Danev 15 | Reporte Pts Reb Asts Val              | Estadísticas 23 Lefas 8 Thomakos, Ntapsis 8 Makaratzis | Pabellón: Belgrade Arena 2 Asistencia: 130 espectadores Árbitros: Lukasz Jankowski Andrea Bongiorni Aleksandar Radonjic |  |

| 27 de julio de 2025 | Serbia                                                  | 81–89                                 | Lituania                                                  | Belgrado                                                                                               |  |
| 18:30               | Parciales: 26–20, 14–15, 16–26, 25–28                   | Parciales: 26–20, 14–15, 16–26, 25–28 | Parciales: 26–20, 14–15, 16–26, 25–28                     | |  |
|                     | Estadísticas Radović 26 Srzentić 8 Radović 5 Radović 22 | Reporte Pts Reb Asts Val              | Estadísticas 20 Buika 8 Daubaris, Buuika 9 Buika 30 Buika | Pabellón: Belgrade Arena Asistencia: 3000 espectadores Árbitros: Michał Proc Ali Şakacı Bilal Bardaqji |  |

Jornada 3
| 28 de julio de 2025 | Serbia                                                   | 89–59                                | Macedonia del Norte                                                | Belgrado                                                                                               |  |
| 18:30               | Parciales: 24–8, 25–15, 18–21, 22–15                     | Parciales: 24–8, 25–15, 18–21, 22–15 | Parciales: 24–8, 25–15, 18–21, 22–15                               | |  |
|                     | Estadísticas Ostojić 25 Ostojić 14 Srzentić 6 Ostojić 39 | Reporte Pts Reb Asts Val             | Estadísticas 19 Janichikj 7 Gjorgjevikj 4 Gjorgjevikj 16 Janichikj | Pabellón: Belgrade Arena Asistencia: 1000 espectadores Árbitros: Edgard Ceccarelli Rainis Värv Or Zror |  |

| 28 de julio de 2025 | Lituania                                             | 87–80                                 | Grecia                                                 | Belgrado |  |
| 21:00               | Parciales: 22–20, 26–22, 20–24, 19–14                | Parciales: 22–20, 26–22, 20–24, 19–14 | Parciales: 22–20, 26–22, 20–24, 19–14                  | |  |
|                     | Estadísticas Butajevas 14 Buika 9 Grunkis 5 Buika 18 | Reporte Pts Reb Asts Val              | Estadísticas 21 Lefas 6 Moutafis 8 Makaratzis 14 Lefas | Pabellón: Belgrade Arena 2 Asistencia: 151 espectadores Árbitros: Nicolas Maestre Duhan Köyiçi Vladimir Zanev |  |

### Grupo D
| Pos. | Equipo    | PJ | G | P | PF  | PC  | DP  | Pts |
| ---- | --------- | -- | - | - | --- | --- | --- | --- |
| 1    | España    | 3  | 3 | 0 | 288 | 192 | +96 | 6   |
| 2    | Eslovenia | 3  | 2 | 1 | 267 | 225 | +42 | 5   |
| 3    | Bélgica   | 3  | 1 | 2 | 190 | 266 | −76 | 4   |
| 4    | Letonia   | 3  | 0 | 3 | 222 | 284 | −62 | 3   |

 Fuente: FIBA
Jornada 1
| 26 de julio de 2025 | Bélgica                                       | 52–105                                | Eslovenia                                                             | Belgrado |  |
| 13:30               | Parciales: 19–20, 12–23, 10–30, 11–32         | Parciales: 19–20, 12–23, 10–30, 11–32 | Parciales: 19–20, 12–23, 10–30, 11–32                                 | |  |
|                     | Estadísticas Hodge 17 Hodge 7 Embo 2 Hodge 13 | Reporte Pts Reb Asts Val              | Estadísticas 19 Joksimović 7 Grošić 5 Lazarevski, Jereb 30 Lazarevski | Pabellón: Belgrade Arena Asistencia: 300 espectadores Árbitros: Gintaras Mačiulis Petar Pesić Nikolaos Tziopanos |  |

| 26 de julio de 2025 | España                                                          | 103–73                                | Letonia                                                  | Belgrado |  |
| 21:00               | Parciales: 29–21, 30–18, 25–19, 19–15                           | Parciales: 29–21, 30–18, 25–19, 19–15 | Parciales: 29–21, 30–18, 25–19, 19–15                    | |  |
|                     | Estadísticas Niebla 22 Niebla 9 del Pino, Platteeuw 3 Niebla 27 | Reporte Pts Reb Asts Val              | Estadísticas 15 Pihtovs 6 Pihtovs 6 Bergmanis 16 Pihtovs | Pabellón: Belgrade Arena Asistencia: 326 espectadores Árbitros: Igor Mitrovski Rainis Värv Ioannis Tsibouris |  |

Jornada 2
| 27 de julio de 2025 | Letonia                                                 | 73–88                                 | Bélgica                                            | Belgrado                                                                                                |  |
| 16:00               | Parciales: 16–17, 13–22, 17–21, 27–28                   | Parciales: 16–17, 13–22, 17–21, 27–28 | Parciales: 16–17, 13–22, 17–21, 27–28              | |  |
|                     | Estadísticas Andževs 13 Pihtovs 13 Valters 4 Pihtovs 27 | Reporte Pts Reb Asts Val              | Estadísticas 29 Hodge 9 Hodge 4 Waerniers 28 Hodge | Pabellón: Belgrade Arena 2 Asistencia: 70 espectadores Árbitros: Nicolas Maestre Or Zror Vladimir Zanev |  |

| 27 de julio de 2025 | Eslovenia                                                                      | 69–97                                 | España                                                         | Belgrado |  |
| 18:30               | Parciales: 17–30, 14–19, 16–29, 22–19                                          | Parciales: 17–30, 14–19, 16–29, 22–19 | Parciales: 17–30, 14–19, 16–29, 22–19                          | |  |
|                     | Estadísticas Joksimović, Mahmutovič 12 Joksimović 4 Jereb, Krošelj 3 Strnad 11 | Reporte Pts Reb Asts Val              | Estadísticas 16 Campoy 6 del Pino 6 Plateeuw 20 Villar, Campoy | Pabellón: Belgrade Arena 2 Asistencia: 240 espectadores Árbitros: Duhan Köyiçi Sergii Zashchuk Edgard Ceccarelli |  |

Jornada 3
| 28 de julio de 2025 | España                                                            | 88–50                                | Bélgica                                                        | Belgrado |  |
| 13:30               | Parciales: 18–18, 18–13, 28–8, 24–11                              | Parciales: 18–18, 18–13, 28–8, 24–11 | Parciales: 18–18, 18–13, 28–8, 24–11                           | |  |
|                     | Estadísticas Blanco 16 Platteeuw 9 Huelves, Platteeuw 4 Blanco 20 | Reporte Pts Reb Asts Val             | Estadísticas 11 Hodge 3 Tres jugadores 6 T'Joncke 12 Waerniers | Pabellón: Belgrade Arena Asistencia: 250 espectadores Árbitros: Michał Proc Andrea Bongiorni Aleksandar Radonjic |  |

| 28 de julio de 2025 | Eslovenia                                                          | 93–76                                 | Letonia                                                        | Belgrado                                                                                                  |  |
| 13:30               | Parciales: 39–16, 32–22, 10–13, 12–25                              | Parciales: 39–16, 32–22, 10–13, 12–25 | Parciales: 39–16, 32–22, 10–13, 12–25                          | |  |
|                     | Estadísticas Mahmutovič 31 Joksimović 8 Joksimović 5 Mahmutovič 32 | Reporte Pts Reb Asts Val              | Estadísticas 18 Talcis 6 Rudusāns, Pihtovs 5 Andževs 16 Talcis | Pabellón: Belgrade Arena 2 Asistencia: 200 espectadores Árbitros: Ali Şakacı Kirile Tvauri Bilal Bardaqji |  |

## Fase final
Todos los horarios corresponden al huso horario local (CEST – UTC+2).
|  | Octavos de final | Octavos de final    | Octavos de final |           |          | Cuartos de final | Cuartos de final | Cuartos de final |  |         | Semifinales | Semifinales | Semifinales |        |                    | Final              | Final              | Final       |  |
|  | 30 de julio      | 30 de julio         | 30 de julio      |           |          | 31 de julio      | 31 de julio      | 31 de julio      |  |         | 2 de agosto | 2 de agosto | 2 de agosto |        |                    | 3 de agosto        | 3 de agosto        | 3 de agosto |  |
|  |                  |                     |                  |           |          |                  |                  |                  |  |         |             |             |             |        |                    |                    |                    |             |  |
|  |                  |                     |                  |           |          |                  |                  |                  |  |         |             |             |             |        |                    |                    |                    |             |  |
|  | A1               | Italia              | 101              |           |          |                  |                  |                  |  |         |             |             |             |        |                    |                    |                    |             |  |
|  | A1               | Italia              | 101              |           |          |                  |                  |                  |  |         |             |             |             |        |                    |                    |                    |             |  |
|  | B4               | Austria             | 57               |           |          |                  |                  |                  |  |         |             |             |             |        |                    |                    |                    |             |  |
|  | B4               | Austria             | 57               |           | Italia   | Italia           | 95               |                  |  |         |             |             |             |        |                    |                    |                    |             |  |
|  |                  |                     |                  |           | Italia   | Italia           | 95               |                  |  |         |             |             |             |        |                    |                    |                    |             |  |
|  |                  |                     | Serbia           | Serbia    | 66       |                  |                  |                  |  |         |             |             |             |        |                    |                    |                    |             |  |
|  | C2               | Serbia              | Serbia           | Serbia    | 66       | 106              |                  |                  |  |         |             |             |             |        |                    |                    |                    |             |  |
|  | C2               | Serbia              |                  |           |          |                  |                  |                  |  |         |             |             |             |        |                    |                    |                    |             |  |
|  | D3               | Bélgica             | 36               |           |          |                  |                  |                  |  |         |             |             |             |        |                    |                    |                    |             |  |
|  | D3               | Bélgica             | 36               |           |          |                  |                  |                  |  | Italia  | Italia      | 62          |             |        |                    |                    |                    |             |  |
|  |                  |                     |                  |           |          |                  |                  |                  |  | Italia  | Italia      | 62          |             |        |                    |                    |                    |             |  |
|  |                  |                     | España           | España    | 84       |                  |                  |                  |  |         |             |             |             |        |                    |                    |                    |             |  |
|  | B2               | Turquía             | España           | España    | 84       | 78               |                  |                  |  |         |             |             |             |        |                    |                    |                    |             |  |
|  | B2               | Turquía             |                  |           |          |                  |                  |                  |  |         |             |             |             |        |                    |                    |                    |             |  |
|  | A3               | Israel              | 67               |           |          |                  |                  |                  |  |         |             |             |             |        |                    |                    |                    |             |  |
|  | A3               | Israel              | 67               |           | Turquía  | Turquía          | 54               |                  |  |         |             |             |             |        |                    |                    |                    |             |  |
|  |                  |                     |                  |           | Turquía  | Turquía          | 54               |                  |  |         |             |             |             |        |                    |                    |                    |             |  |
|  |                  |                     | España           | España    | 77       |                  |                  |                  |  |         |             |             |             |        |                    |                    |                    |             |  |
|  | D1               | España              | España           | España    | 77       | 92               |                  |                  |  |         |             |             |             |        |                    |                    |                    |             |  |
|  | D1               | España              |                  |           |          |                  |                  |                  |  |         |             |             |             |        |                    |                    |                    |             |  |
|  | C4               | Macedonia del Norte | 38               |           |          |                  |                  |                  |  |         |             |             |             |        |                    |                    |                    |             |  |
|  | C4               | Macedonia del Norte | 38               |           |          |                  |                  |                  |  |         |             |             |             |        | España             | España             | 82                 |             |  |
|  |                  |                     |                  |           |          |                  |                  |                  |  |         |             |             |             |        | España             | España             | 82                 |             |  |
|  |                  |                     | Francia          | Francia   | 81       |                  |                  |                  |  |         |             |             |             |        |                    |                    |                    |             |  |
|  | A2               | Alemania            | Francia          | Francia   | 81       | 89               |                  |                  |  |         |             |             |             |        |                    |                    |                    |             |  |
|  | A2               | Alemania            |                  |           |          |                  |                  |                  |  |         |             |             |             |        |                    |                    |                    |             |  |
|  | B3               | Suecia              | 62               |           |          |                  |                  |                  |  |         |             |             |             |        |                    |                    |                    |             |  |
|  | B3               | Suecia              | 62               |           | Alemania | Alemania         | 79               |                  |  |         |             |             |             |        |                    |                    |                    |             |  |
|  |                  |                     |                  |           | Alemania | Alemania         | 79               |                  |  |         |             |             |             |        |                    |                    |                    |             |  |
|  |                  |                     | Letonia          | Letonia   | 80       |                  |                  |                  |  |         |             |             |             |        |                    |                    |                    |             |  |
|  | C1               | Lituania            | Letonia          | Letonia   | 80       | 94               |                  |                  |  |         |             |             |             |        |                    |                    |                    |             |  |
|  | C1               | Lituania            |                  |           |          |                  |                  |                  |  |         |             |             |             |        |                    |                    |                    |             |  |
|  | D4               | Letonia             | 101              |           |          |                  |                  |                  |  |         |             |             |             |        |                    |                    |                    |             |  |
|  | D4               | Letonia             | 101              |           |          |                  |                  |                  |  | Letonia | Letonia     | 63          |             |        |                    |                    |                    |             |  |
|  |                  |                     |                  |           |          |                  |                  |                  |  | Letonia | Letonia     | 63          |             |        |                    |                    |                    |             |  |
|  |                  |                     | Francia          | Francia   | 92       |                  |                  |                  |  |         |             |             |             |        |                    |                    |                    |             |  |
|  | B1               | Francia             | Francia          | Francia   | 92       | 76               |                  |                  |  |         |             |             |             |        |                    |                    |                    |             |  |
|  | B1               | Francia             |                  |           |          |                  |                  |                  |  |         |             |             |             |        |                    |                    |                    |             |  |
|  | A4               | Bulgaria            | 72               |           |          |                  |                  |                  |  |         |             |             |             |        |                    |                    |                    |             |  |
|  | A4               | Bulgaria            | 72               |           | Francia  | Francia          | 80               |                  |  |         |             |             |             |        | Partido 3.º puesto | Partido 3.º puesto | Partido 3.º puesto |             |  |
|  |                  |                     |                  |           | Francia  | Francia          | 80               |                  |  |         |             |             |             |        | Partido 3.º puesto | Partido 3.º puesto | Partido 3.º puesto |             |  |
|  |                  |                     | Eslovenia        | Eslovenia | 58       |                  |                  |                  |  |         |             |             |             |        |                    |                    |                    |             |  |
|  | D2               | Eslovenia           | Eslovenia        | Eslovenia | 58       | 103              |                  |                  |  |         |             |             |             | Italia | Italia             | 86                 |                    |             |  |
|  | D2               | Eslovenia           |                  |           |          |                  |                  |                  |  |         |             |             |             | Italia | Italia             | 86                 |                    |             |  |
|  | C3               | Grecia              | 72               |           |          |                  |                  |                  |  |         |             |             |             |        |                    | Letonia            | Letonia            | 68          |  |
|  | C3               | Grecia              | 72               |           |          |                  |                  |                  |  |         |             |             |             |        |                    | Letonia            | Letonia            | 68          |  |
|  |                  |                     |                  |           |          |                  |                  |                  |  |         |             |             |             |        |                    |                    |                    |             |  |

#### Octavos de final
| 30 de julio de 2025 | España                                                              | 92–38                               | Macedonia del Norte                                                 | Belgrado |  |
| 13:00               | Parciales: 19–13, 23–7, 22–13, 28–5                                 | Parciales: 19–13, 23–7, 22–13, 28–5 | Parciales: 19–13, 23–7, 22–13, 28–5                                 | |  |
|                     | Estadísticas Niebla 15 Platteeuw 13 del Pino, Blanco 4 Platteeuw 24 | Reporte Pts Reb Asts Val            | Estadísticas 13 Dimovski 4 Tres jugadores 5 Gjorgjevikj 11 Dimovski | Pabellón: Belgrade Arena 2 Asistencia: 100 espectadores Árbitros: Lukasz Jankowski Vladimir Zanev Joseph Hodgson |  |

| 30 de julio de 2025 | Francia                                          | 76–72                                 | Bulgaria                                                            | Belgrado |  |
| 13:30               | Parciales: 20–22, 16–19, 20–11, 20–20            | Parciales: 20–22, 16–19, 20–11, 20–20 | Parciales: 20–22, 16–19, 20–11, 20–20                               | |  |
|                     | Estadísticas Faye 16 Houindo 9 Lemoine 5 Faye 19 | Reporte Pts Reb Asts Val              | Estadísticas 21 Skrinski 12 Kamenski 3 Balkandzhiev 18 Balkandzhiev | Pabellón: Belgrade Arena Asistencia: 174 espectadores Árbitros: Gintaras Mačiulis Alakbar Hasanov Aleksandar Radonjic |  |

| 30 de julio de 2025 | Turquía                                                | 78–67                                 | Israel                                               | Belgrado |  |
| 16:00               | Parciales: 22–14, 14–13, 24–21, 18–19                  | Parciales: 22–14, 14–13, 24–21, 18–19 | Parciales: 22–14, 14–13, 24–21, 18–19                | |  |
|                     | Estadísticas Coşkun 29 Türkoğlu 10 Başaran 9 Coşkun 26 | Reporte Pts Reb Asts Val              | Estadísticas 30 Keller 8 Artmenko 6 Keller 28 Keller | Pabellón: Belgrade Arena 2 Asistencia: 180 espectadores Árbitros: Sergii Zashchuk Edgard Ceccarelli Kirile Tvauri |  |

| 30 de julio de 2025 | Eslovenia                                                          | 103–72                                | Grecia                                                      | Belgrado                                                                                                  |  |
| 16:00               | Parciales: 19–21, 22–18, 34–10, 28–23                              | Parciales: 19–21, 22–18, 34–10, 28–23 | Parciales: 19–21, 22–18, 34–10, 28–23                       | |  |
|                     | Estadísticas Mahmutovič 24 Faganel 8 Grošić, Jereb 5 Mahmutovič 27 | Reporte Pts Reb Asts Val              | Estadísticas 16 Lefas 6 Sermpezis 6 Makaratzis 14 Sermpezis | Pabellón: Belgrade Arena Asistencia: 250 espectadores Árbitros: Michał Proc Arnau Padrós Jānis Rozenbergs |  |

| 30 de julio de 2025 | Lituania                                            | 94–101                                | Letonia                                                | Belgrado |  |
| 18:30               | Parciales: 24–27, 17–17, 21–21, 32–36               | Parciales: 24–27, 17–17, 21–21, 32–36 | Parciales: 24–27, 17–17, 21–21, 32–36                  | |  |
|                     | Estadísticas Buika 26 Butajevas 11 Buika 5 Buika 22 | Reporte Pts Reb Asts Val              | Estadísticas 26 Valters 17 Kurucs 5 Valters 26 Valters | Pabellón: Belgrade Arena 2 Asistencia: 140 espectadores Árbitros: Igor Mitrovski Petar Pesić Andrea Bongiorni |  |

| 30 de julio de 2025 | Serbia                                                 | 106–36                             | Bélgica                                                 | Belgrado |  |
| 18:30               | Parciales: 28–9, 30–6, 26–8, 22–13                     | Parciales: 28–9, 30–6, 26–8, 22–13 | Parciales: 28–9, 30–6, 26–8, 22–13                      | |  |
|                     | Estadísticas Ostojić 17 Ostojić 8 Radović 5 Ostojić 19 | Reporte Pts Reb Asts Val           | Estadísticas 12 Pieters 5 Pieters 2 Coppejans 9 Pieters | Pabellón: Belgrade Arena Asistencia: 700 espectadores Árbitros: Nicolas Maestre Nikolaos Tziopanos Domen Krajnc |  |

| 30 de julio de 2025 | Italia                                                       | 101–57                               | Austria                                                   | Belgrado                                                                                            |  |
| 21:00               | Parciales: 16–7, 25–16, 35–22, 25–12                         | Parciales: 16–7, 25–16, 35–22, 25–12 | Parciales: 16–7, 25–16, 35–22, 25–12                      | |  |
|                     | Estadísticas Accorsi 19 Garavaglia 12 Hassan 7 Garavaglia 31 | Reporte Pts Reb Asts Val             | Estadísticas 8 Tres jugadores 10 Dietz 4 Kress 10 Kircher | Pabellón: Belgrade Arena Asistencia: 150 espectadores Árbitros: Duhan Köyiçi Or Zror Bilal Bardaqji |  |

| 30 de julio de 2025 | Alemania                                                    | 89–62                                 | Suecia                                                               | Belgrado                                                                                                   |  |
| 21:00               | Parciales: 18–17, 28–18, 25–12, 18–15                       | Parciales: 18–17, 28–18, 25–12, 18–15 | Parciales: 18–17, 28–18, 25–12, 18–15                                | |  |
|                     | Estadísticas Lastring 20 Grujicic 11 Grujicic 9 Lastring 33 | Reporte Pts Reb Asts Val              | Estadísticas 16 Novakovic 12 Möllermark 4 Fadiga 12 Möllermark, Rask | Pabellón: Belgrade Arena 2 Asistencia: 110 espectadores Árbitros: Ali Şakacı Ioannis Tsibouris Rainis Värv |  |

#### Cuartos de final
| 31 de julio de 2025 | Francia                                                | 80–58                                 | Eslovenia                                                                  | Belgrado |  |
| 13:30               | Parciales: 25–13, 22–14, 14–16, 19–15                  | Parciales: 25–13, 22–14, 14–16, 19–15 | Parciales: 25–13, 22–14, 14–16, 19–15                                      | |  |
|                     | Estadísticas Lemoine 17 Houindo 7 Lemoine 6 Lemoine 19 | Reporte Pts Reb Asts Val              | Estadísticas 19 Mahmutovič 5 Joksimović, Mahmutovič 5 Grošić 19 Mahmutovič | Pabellón: Belgrade Arena Asistencia: 200 espectadores Árbitros: Igor Mitrovski Andrea Bongiorni Nikolaos Tziopanos |  |

| 31 de julio de 2025 | Turquía                                            | 54–77                                | España                                                                | Belgrado |  |
| 16:00               | Parciales: 9–12, 12–22, 12–25, 21–18               | Parciales: 9–12, 12–22, 12–25, 21–18 | Parciales: 9–12, 12–22, 12–25, 21–18                                  | |  |
|                     | Estadísticas Başaran 14 Gönül 8 Başaran 7 Gönül 16 | Reporte Pts Reb Asts Val             | Estadísticas 12 Tres jugadores 8 Campoy, Niebla 5 Villar 17 Platteeuw | Pabellón: Belgrade Arena Asistencia: 250 espectadores Árbitros: Nicolas Maestre Jānis Rozenbergs Aleksandar Radonjic |  |

| 31 de julio de 2025 | Italia                                                      | 95–66                                 | Serbia                                             | Belgrado |  |
| 18:30               | Parciales: 19–19, 25–19, 18–11, 33–17                       | Parciales: 19–19, 25–19, 18–11, 33–17 | Parciales: 19–19, 25–19, 18–11, 33–17              | |  |
|                     | Estadísticas Garavaglia 24 Acunzo 11 Hassan 5 Garavaglia 33 | Reporte Pts Reb Asts Val              | Estadísticas 19 Bačko 7 Šekularac 4 Lučić 16 Bačko | Pabellón: Belgrade Arena Asistencia: 3000 espectadores Árbitros: Michał Proc Edgard Ceccarelli Ioannis Tsibouris |  |

| 31 de julio de 2025 | Alemania                                                              | 79–80                                 | Letonia                                                         | Belgrado |  |
| 21:00               | Parciales: 18–25, 26–12, 17–20, 18–23                                 | Parciales: 18–25, 26–12, 17–20, 18–23 | Parciales: 18–25, 26–12, 17–20, 18–23                           | |  |
|                     | Estadísticas Grujicic 31 Lastring 10 Grujicic, Lastring 5 Grujicic 27 | Reporte Pts Reb Asts Val              | Estadísticas 18 Valters, Pihtovs 8 Pihtovs 6 Valters 30 Pihtovs | Pabellón: Belgrade Arena Asistencia: 150 espectadores Árbitros: Sergii Zashchuk Arnau Padrós Joseph Hodgson |  |

#### Semifinales
| 2 de agosto de 2025 | Letonia                                                              | 63–92                                | Francia                                                  | Belgrado |  |
| 18:30               | Parciales: 19–19, 15–34, 21–20, 8–19                                 | Parciales: 19–19, 15–34, 21–20, 8–19 | Parciales: 19–19, 15–34, 21–20, 8–19                     | |  |
|                     | Estadísticas Andževs 18 Tres jugadores 6 Kurucs, Valters 2 Talcis 14 | Reporte Pts Reb Asts Val             | Estadísticas 31 Lemoine 8 Boulefa 7 Grasshoff 28 Lemoine | Pabellón: Belgrade Arena Asistencia: 250 espectadores Árbitros: Sergii Zashchuk Lukasz Jankowski Ioannis Tsibouris |  |

| 2 de agosto de 2025 | Italia                                                      | 62–84                                 | España                                                       | Belgrado |  |
| 21:00               | Parciales: 25–16, 11–18, 13–26, 13–24                       | Parciales: 25–16, 11–18, 13–26, 13–24 | Parciales: 25–16, 11–18, 13–26, 13–24                        | |  |
|                     | Estadísticas Hassan 22 Acunzo 13 Acunzo, Lonati 4 Acunzo 20 | Reporte Pts Reb Asts Val              | Estadísticas 20 Villar 10 Platteeuw 3 del Castillo 24 Villar | Pabellón: Belgrade Arena Asistencia: 250 espectadores Árbitros: Igor Mitrovski Gintaras Mačiulis Rainis Värv |  |

#### Partido por el 3.º puesto
| 3 de agosto de 2025 | Italia                                                 | 86–68                                 | Letonia                                               | Belgrado |  |
| 18:30               | Parciales: 24–17, 23–21, 16–17, 23–13                  | Parciales: 24–17, 23–21, 16–17, 23–13 | Parciales: 24–17, 23–21, 16–17, 23–13                 | |  |
|                     | Estadísticas Lonati 27 Baiocchi 7 Baiocchi 5 Lonati 22 | Reporte Pts Reb Asts Val              | Estadísticas 13 Andževs 12 Kurucs 8 Andževs 18 Kurucs | Pabellón: Belgrade Arena Asistencia: 1200 espectadores Árbitros: Michał Proc Petar Pesić Nikolaos Tziopanos |  |

#### Final
| 3 de agosto de 2025 | España                                                    | 82–81                                 | Francia                                              | Belgrado |  |
| 21:00               | Parciales: 25–22, 14–17, 14–25, 29–17                     | Parciales: 25–22, 14–17, 14–25, 29–17 | Parciales: 25–22, 14–17, 14–25, 29–17                | |  |
|                     | Estadísticas del Pino 23 Platteeuw 6 Villar 4 del Pino 17 | Reporte Pts Reb Asts Val              | Estadísticas 19 Boulefaa 9 Yimga 8 Guedegbe 22 Yimga | Pabellón: Belgrade Arena Asistencia: 1200 espectadores Árbitros: Sergii Zashchuk Gintaras Mačiulis Jānis Rozenbergs |  |

|                           |
| Bandera de España         |
| Campeón España 6.º título |

### Cuadro por el 5.º-8.º puesto
|  | Semifinales 5.º-8.º | Semifinales 5.º-8.º |           |        | Partido 5.º puesto | Partido 5.º puesto |  |
|  | 2 de agosto         | 2 de agosto         |           |        | 3 de agosto        | 3 de agosto        |  |
|  |                     |                     |           |        |                    |                    |  |
|  |                     |                     |           |        |                    |                    |  |
|  | Serbia              | 76                  |           |        |                    |                    |  |
|  | Serbia              | 76                  |           |        |                    |                    |  |
|  | Turquía             | 51                  |           |        |                    |                    |  |
|  | Turquía             | 51                  |           | Serbia | 74                 |                    |  |
|  |                     |                     |           | Serbia | 74                 |                    |  |
|  |                     |                     | Eslovenia | 69     |                    |                    |  |
|  | Alemania            | 78                  | Eslovenia | 69     |                    |                    |  |
|  | Alemania            | 78                  |           |        |                    |                    |  |
|  | Eslovenia           | 91                  |           |        | Partido 7.º puesto | Partido 7.º puesto |  |
|  | Eslovenia           | 91                  |           |        | Partido 7.º puesto | Partido 7.º puesto |  |
|  |                     |                     |           |        |                    |                    |  |
|  |                     |                     |           |        | Turquía            | 64                 |  |
|  |                     |                     |           |        | Turquía            | 64                 |  |
|  |                     |                     |           |        | Alemania           | 73                 |  |
|  |                     |                     |           |        | Alemania           | 73                 |  |
|  |                     |                     |           |        |                    |                    |  |

#### Semifinales del 5.º-8.º puesto
| 2 de agosto de 2025 | Alemania                                                            | 78–91                                 | Eslovenia                                                      | Belgrado                                                                                                |  |
| 13:30               | Parciales: 18–28, 12–21, 21–24, 27–18                               | Parciales: 18–28, 12–21, 21–24, 27–18 | Parciales: 18–28, 12–21, 21–24, 27–18                          | |  |
|                     | Estadísticas Grujicic 19 Grujicic, Biel 7 Ilić, Edoka 3 Grujicic 17 | Reporte Pts Reb Asts Val              | Estadísticas 24 Mahmutovič 6 Grošić 6 Lazarevski 22 Mahmutovič | Pabellón: Belgrade Arena Asistencia: 200 espectadores Árbitros: Edgard Ceccarelli Kirile Tvauri Or Zror |  |

| 2 de agosto de 2025 | Serbia                                                     | 76–51                                 | Turquía                                                      | Belgrado |  |
| 16:00               | Parciales: 19–16, 17–10, 23–11, 17–14                      | Parciales: 19–16, 17–10, 23–11, 17–14 | Parciales: 19–16, 17–10, 23–11, 17–14                        | |  |
|                     | Estadísticas Lučić 13 Srzentic 6 Popović, Lučić 3 Lučić 14 | Reporte Pts Reb Asts Val              | Estadísticas 10 Gönül, Kara 7 Elezay, Gönül 5 Yıldız 16 Kara | Pabellón: Belgrade Arena Asistencia: 750 espectadores Árbitros: Esperanza Mendoza Andrea Bongiorni Vladimir Zanev |  |

#### Partido por el 7.º puesto
| 3 de agosto de 2025 | Turquía                                                | 64–73                                 | Alemania                                                      | Belgrado |  |
| 18:30               | Parciales: 16–15, 11–24, 25–16, 12–18                  | Parciales: 16–15, 11–24, 25–16, 12–18 | Parciales: 16–15, 11–24, 25–16, 12–18                         | |  |
|                     | Estadísticas Başaran 16 Alyanak 9 Başaran 6 Alyanak 18 | Reporte Pts Reb Asts Val              | Estadísticas 36 Grujicic 11 Grujicic 4 Bruggemann 38 Grujicic | Pabellón: Belgrade Arena 2 Asistencia: 50 espectadores Árbitros: Lukasz Jankowski Rainis Värv Bilal Bardaqji |  |

#### Partido por el 5.º puesto
| 3 de agosto de 2025 | Serbia                                                     | 74–69                                | Eslovenia                                                    | Belgrado |  |
| 13:30               | Parciales: 17–24, 26–19, 14–5, 17–21                       | Parciales: 17–24, 26–19, 14–5, 17–21 | Parciales: 17–24, 26–19, 14–5, 17–21                         | |  |
|                     | Estadísticas Lučić 20 Bačko 10 Popović, Obućina 2 Bačko 20 | Reporte Pts Reb Asts Val             | Estadísticas 18 Grošić 6 Faganel 3 Tres jugadores 23 Faganel | Pabellón: Belgrade Arena Asistencia: 250 espectadores Árbitros: Ali Şakacı Andrea Bongiorni Ioannis Tsibouris |  |

### Cuadro por el 9.º-16.º puesto
|  | Partido 13.º puesto | Partido 13.º puesto |             |         | Semifinales 13.º-16.º | Semifinales 13.º-16.º |             |             | Cuartos de final 9.º-16.º | Cuartos de final 9.º-16.º |          |         | Semifinales 9.º-12.º | Semifinales 9.º-12.º |  |  | Partido 9.º puesto | Partido 9.º puesto |
|  |                     |                     |             |         |                       |                       |             |             |                           |                           |          |         |                      |                      |  |  |                    |                    |
|  |                     |                     |             |         |                       |                       |             |             | 31 de julio               |                           |          |         |                      |                      |  |  |                    |                    |
|  |                     |                     |             |         |                       |                       |             |             |                           |                           |          |         |                      |                      |  |  |                    |                    |
|  | 3 de agosto         | 3 de agosto         |             |         | 2 de agosto           | 2 de agosto           |             |             | Austria                   | 74                        |          |         | 2 de agosto          | 2 de agosto          |  |  | 3 de agosto        | 3 de agosto        |
|  | 3 de agosto         | 3 de agosto         |             |         | 2 de agosto           | 2 de agosto           |             |             | Austria                   | 74                        |          |         | 2 de agosto          | 2 de agosto          |  |  | 3 de agosto        | 3 de agosto        |
|  | 3 de agosto         | 3 de agosto         |             |         | 2 de agosto           | 2 de agosto           | Bélgica     | 67          |                           |                           |          |         | 2 de agosto          | 2 de agosto          |  |  | 3 de agosto        | 3 de agosto        |
|  | 3 de agosto         | 3 de agosto         |             | Bélgica | 72                    |                       | Bélgica     | 67          |                           |                           |          | Austria | 86                   |                      |  |  | 3 de agosto        | 3 de agosto        |
|  | 3 de agosto         | 3 de agosto         | 31 de julio | Bélgica | 72                    |                       |             |             |                           |                           |          | Austria | 86                   |                      |  |  | 3 de agosto        | 3 de agosto        |
|  | 3 de agosto         | 3 de agosto         |             |         | Macedonia del Norte   | 81                    |             |             | Israel                    | 95                        |          |         |                      |                      |  |  | 3 de agosto        | 3 de agosto        |
|  | 3 de agosto         | 3 de agosto         | Israel      | 85      | Macedonia del Norte   | 81                    |             |             | Israel                    | 95                        |          |         |                      |                      |  |  | 3 de agosto        | 3 de agosto        |
|  | 3 de agosto         | 3 de agosto         | Israel      | 85      |                       |                       |             |             |                           |                           |          |         |                      |                      |  |  | 3 de agosto        | 3 de agosto        |
|  | 3 de agosto         | 3 de agosto         |             |         | Macedonia del Norte   | 73                    |             |             |                           |                           |          |         |                      |                      |  |  | 3 de agosto        | 3 de agosto        |
|  | Macedonia del Norte | 87                  |             |         | Macedonia del Norte   | 73                    | Israel      | 65          |                           |                           |          |         |                      |                      |  |  |                    |                    |
|  | Macedonia del Norte | 87                  | 31 de julio |         |                       |                       | Israel      | 65          |                           |                           |          |         |                      |                      |  |  |                    |                    |
|  | Bulgaria            | 90                  |             |         | Lituania              | 106                   |             |             |                           |                           |          |         |                      |                      |  |  |                    |                    |
|  | Bulgaria            | 90                  | Suecia      | 72      | Lituania              | 106                   |             |             |                           |                           |          |         |                      |                      |  |  |                    |                    |
|  |                     |                     | Suecia      | 72      | 2 de agosto           | 2 de agosto           | 2 de agosto | 2 de agosto |                           |                           |          |         |                      |                      |  |  |                    |                    |
|  |                     |                     | Lituania    | 102     | 2 de agosto           | 2 de agosto           | 2 de agosto | 2 de agosto |                           |                           |          |         |                      |                      |  |  |                    |                    |
|  | Partido 15.º puesto | Partido 15.º puesto | Lituania    | 102     | Suecia                | 59                    |             |             |                           |                           | Lituania | 90      | Partido 11.º puesto  | Partido 11.º puesto  |  |  |                    |                    |
|  | Partido 15.º puesto | Partido 15.º puesto | 31 de julio |         | Suecia                | 59                    |             |             |                           |                           | Lituania | 90      | Partido 11.º puesto  | Partido 11.º puesto  |  |  |                    |                    |
|  | 3 de agosto         | 3 de agosto         |             |         | Bulgaria              | 80                    |             |             | Grecia                    | 60                        |          |         | 3 de agosto          | 3 de agosto          |  |  |                    |                    |
|  | Bélgica             | 85                  | Bulgaria    | 82      | Bulgaria              | 80                    | Austria     | 78          | Grecia                    | 60                        |          |         |                      |                      |  |  |                    |                    |
|  | Bélgica             | 85                  | Bulgaria    | 82      |                       |                       | Austria     | 78          |                           |                           |          |         |                      |                      |  |  |                    |                    |
|  | Suecia              | 78                  |             |         | Grecia                | 93                    |             |             | Grecia                    | 108                       |          |         |                      |                      |  |  |                    |                    |

#### Cuartos de final del 9.º-16.º puesto
| 31 de julio de 2025 | Israel                                                   | 85–73                                 | Macedonia del Norte                                   | Belgrado |  |
| 13:30               | Parciales: 26–16, 23–22, 22–22, 14–13                    | Parciales: 26–16, 23–22, 22–22, 14–13 | Parciales: 26–16, 23–22, 22–22, 14–13                 | |  |
|                     | Estadísticas Artmenko 22 Artmenko 16 Amiel 6 Artmenko 33 | Reporte Pts Reb Asts Val              | Estadísticas 23 Danev 9 Malinikj 5 Janichikj 28 Danev | Pabellón: Belgrade Arena 2 Asistencia: 170 espectadores Árbitros: Gintaras Mačiulis Rainis Värv Bilal Bardaqji |  |

| 31 de julio de 2025 | Bulgaria                                                        | 82–93                                 | Grecia                                                           | Belgrado                                                                                                |  |
| 16:00               | Parciales: 19–26, 23–24, 27–24, 13–19                           | Parciales: 19–26, 23–24, 27–24, 13–19 | Parciales: 19–26, 23–24, 27–24, 13–19                            | |  |
|                     | Estadísticas Skrinski, Hinkov 18 Hinkov 10 Skrinski 3 Hinkov 21 | Reporte Pts Reb Asts Val              | Estadísticas 33 Lefas 7 Makaratzis, Lefas 11 Makaratzis 30 Lefas | Pabellón: Belgrade Arena 2 Asistencia: 180 espectadores Árbitros: Petar Pesić Duhan Köyiçi Domen Krajnc |  |

| 31 de julio de 2025 | Suecia                                                                     | 72–102                                | Lituania                                                     | Belgrado                                                                                                  |  |
| 18:30               | Parciales: 16–27, 17–24, 12–28, 27–23                                      | Parciales: 16–27, 17–24, 12–28, 27–23 | Parciales: 16–27, 17–24, 12–28, 27–23                        | |  |
|                     | Estadísticas Novakovic 25 Cuatro jugadores 4 Fadiga, Odinks 2 Novakovic 19 | Reporte Pts Reb Asts Val              | Estadísticas 16 Bulanovas 6 Tres jugadores 5 Buika 18 Vilkas | Pabellón: Belgrade Arena 2 Asistencia: 50 espectadores Árbitros: Lukasz Jankowski Alakbar Hasanov Or Zror |  |

| 31 de julio de 2025 | Austria                                              | 74–67                                 | Bélgica                                              | Belgrado                                                                                                 |  |
| 21:00               | Parciales: 21–23, 10–16, 23–11, 20–17                | Parciales: 21–23, 10–16, 23–11, 20–17 | Parciales: 21–23, 10–16, 23–11, 20–17                | |  |
|                     | Estadísticas Benczak 18 Dietz 10 Chavez 4 Benczak 16 | Reporte Pts Reb Asts Val              | Estadísticas 24 Embo 8 Waerniers 4 Waerniers 22 Embo | Pabellón: Belgrade Arena 2 Asistencia: 30 espectadores Árbitros: Ali Şakacı Kirile Tvauri Vladimir Zanev |  |

#### Semifinales del 13.º-16.º puesto
| 2 de agosto de 2025 | Suecia                                                     | 59–80                                 | Bulgaria                                             | Belgrado |  |
| 13:30               | Parciales: 12–15, 16–22, 19–18, 12–25                      | Parciales: 12–15, 16–22, 19–18, 12–25 | Parciales: 12–15, 16–22, 19–18, 12–25                | |  |
|                     | Estadísticas Novakovic 15 Kamara 10 Möllermark 3 Kamara 16 | Reporte Pts Reb Asts Val              | Estadísticas 26 Hinkov 10 Kamenski 7 Popov 33 Hinkov | Pabellón: Belgrade Arena 2 Asistencia: 45 espectadores Árbitros: Michał Proc Nikolaos Tziopanos Aleksandar Radonjic |  |

| 2 de agosto de 2025 | Bélgica                                          | 72–81                                 | Macedonia del Norte                                                      | Belgrado                                                                                                   |  |
| 16:00               | Parciales: 20–17, 16–26, 18–11, 18–27            | Parciales: 20–17, 16–26, 18–11, 18–27 | Parciales: 20–17, 16–26, 18–11, 18–27                                    | |  |
|                     | Estadísticas Embo 25 Waerniers 12 Embo 4 Embo 23 | Reporte Pts Reb Asts Val              | Estadísticas 22 Gjorjevikj 9 Danev 7 Janichikj, Gjorjevikj 28 Gjorjevikj | Pabellón: Belgrade Arena 2 Asistencia: 140 espectadores Árbitros: Duhan Köyiçi Domen Krajnc Joseph Hodgson |  |

#### Semifinales del 9.º-12.º puesto
| 2 de agosto de 2025 | Lituania                                                                  | 90–60                                 | Grecia                                                          | Belgrado |  |
| 18:30               | Parciales: 25–11, 19–16, 22–11, 24–22                                     | Parciales: 25–11, 19–16, 22–11, 24–22 | Parciales: 25–11, 19–16, 22–11, 24–22                           | |  |
|                     | Estadísticas Butajevas 25 Butajevas 16 Liutkevičius, Buika 5 Butajevas 27 | Reporte Pts Reb Asts Val              | Estadísticas 13 Ntapsis 6 Sekertzis 2 Tres jugadores 14 Ntapsis | Pabellón: Belgrade Arena 2 Asistencia: 85 espectadores Árbitros: Petar Pesić Jānis Rozenbergs Alakbar Hasanov |  |

| 2 de agosto de 2025 | Austria                                           | 86–95                                 | Israel                                             | Belgrado                                                                                                 |  |
| 21:00               | Parciales: 15–23, 22–27, 19–28, 30–17             | Parciales: 15–23, 22–27, 19–28, 30–17 | Parciales: 15–23, 22–27, 19–28, 30–17              | |  |
|                     | Estadísticas Strobl 22 Kircher 9 Kapic 4 Kapic 27 | Reporte Pts Reb Asts Val              | Estadísticas 22 Frenkel 8 Musis 7 Amiel 29 Frenkel | Pabellón: Belgrade Arena 2 Asistencia: 90 espectadores Árbitros: Ali Şakacı Kirile Tvauri Bilal Bardaqji |  |

#### Partido por el 15.º puesto
| 3 de agosto de 2025 | Bélgica                                                                 | 85–78                                 | Suecia                                               | Belgrado                                                                                          |  |
| 11:00               | Parciales: 19–18, 11–23, 29–20, 26–17                                   | Parciales: 19–18, 11–23, 29–20, 26–17 | Parciales: 19–18, 11–23, 29–20, 26–17                |                                                                                                   |  |
|                     | Estadísticas T'Joncke, Waerniers 18 Waerniers 7 T'Joncke 9 Waerniers 25 | Reporte Pts Reb Asts Val              | Estadísticas 17 Novakovic 8 Kamara 6 Lidberg 21 Rask | Pabellón: Belgrade Arena 2 Asistencia: 23 espectadores Árbitros: Duhan Köyiçi Rainis Värv Or Zror |  |

#### Partido por el 13.º puesto
| 3 de agosto de 2025 | Macedonia del Norte                                                             | 87–90                                 | Bulgaria                                                             | Belgrado                                                                                                |  |
| 16:00               | Parciales: 25–22, 16–22, 25–23, 21–23                                           | Parciales: 25–22, 16–22, 25–23, 21–23 | Parciales: 25–22, 16–22, 25–23, 21–23                                | |  |
|                     | Estadísticas Dimovski 29 Gjorgjevikj 10 Janichikj, Gjorgjevikj 4 Gjorgjevikj 21 | Reporte Pts Reb Asts Val              | Estadísticas 31 Balkandzhiev 11 Hinkov 6 Skrinski, Kalinov 32 Hinkov | Pabellón: Belgrade Arena Asistencia: 200 espectadores Árbitros: Arnau Padrós Domen Krajnc Kirile Tvauri |  |

#### Partido por el 11.º puesto
| 3 de agosto de 2025 | Austria                                         | 78–108                                | Grecia                                                             | Belgrado |  |
| 13:30               | Parciales: 29–30, 12–18, 17–34, 20–26           | Parciales: 29–30, 12–18, 17–34, 20–26 | Parciales: 29–30, 12–18, 17–34, 20–26                              | |  |
|                     | Estadísticas Sauer 16 Mühr 6 Chavez 4 Chavez 14 | Reporte Pts Reb Asts Val              | Estadísticas 21 Lefas 7 Alexandropoulos 9 Makaratzis 29 Makaratzis | Pabellón: Belgrade Arena 2 Asistencia: 40 espectadores Árbitros: Edgard Ceccarelli Vladimir Zanev Joseph Hodgson |  |

#### Partido por el 9.º puesto
| 3 de agosto de 2025 | Israel                                                        | 65–106                                | Lituania                                                    | Belgrado |  |
| 16:00               | Parciales: 14–27, 20–26, 20–24, 11–29                         | Parciales: 14–27, 20–26, 20–24, 11–29 | Parciales: 14–27, 20–26, 20–24, 11–29                       | |  |
|                     | Estadísticas Artmenko 12 Musis 7 Amiel 5 Hershko, Artmenko 14 | Reporte Pts Reb Asts Val              | Estadísticas 24 Daubaris 13 Butajevas 7 Grunkis 26 Daubaris | Pabellón: Belgrade Arena 2 Asistencia: 75 espectadores Árbitros: Igor Mitrovski Aleksandar Radonjic Alakbar Hasanov |  |

## Medallero
| Francia | España | Italia |
| Adam Atamna Hugo Yimga Maxence Lemoine Isaac Guedegbe Cameron Houindo Tom Audry Meissa Faye Elie Ntowoa Ndenga Bastien Grasshoff Jonas Boulefaa Jahel Trefle Yael Masdieu Reynaert | Raúl Villar Guillermo del Pino Eric del Castillo Andy Huelves Gildas Giménez Álex Blanco Ignacio Campoy Alfonso Rodríguez Diego Niebla Ian Platteeuw Chieck Diallo Guillem Naspier | Riccardo Crestan Matteo Accorsi Patrick Hassan Matteo Baiocchi Thomas Acunzo Andrea Macri Achille Lonati Diego Garavaglia Mattia Ceccato Simone Frashni Cesare Placinschi Fallou Sow |

## Estadísticas

### Clasificación final
| Pos.              | Equipo              | G-P | PF  | PC  | Dif. |
| ----------------- | ------------------- | --- | --- | --- | ---- |
| Medalla de oro    | España              | 7–0 | 623 | 427 | +196 |
| Medalla de plata  | Francia             | 6–1 | 599 | 429 | +170 |
| Medalla de bronce | Italia              | 6–1 | 601 | 451 | +150 |
| 4º                | Letonia             | 2–5 | 534 | 635 | -101 |
| 5º                | Serbia              | 5–2 | 588 | 462 | +126 |
| 6º                | Eslovenia           | 4–3 | 588 | 529 | +59  |
| 7º                | Alemania            | 3–4 | 547 | 523 | +24  |
| 8º                | Turquía             | 3–4 | 477 | 497 | -20  |
| 9º                | Lituania            | 6–1 | 705 | 521 | +184 |
| 10º               | Israel              | 3–4 | 502 | 568 | -66  |
| 11º               | Grecia              | 4–3 | 559 | 591 | -32  |
| 12º               | Austria             | 1–6 | 501 | 643 | -142 |
| 13º               | Bulgaria            | 3–4 | 527 | 566 | -39  |
| 14º               | Macedonia del Norte | 1–6 | 455 | 648 | -193 |
| 15º               | Bélgica             | 2–5 | 450 | 605 | -155 |
| 16º               | Suecia              | 1–6 | 455 | 616 | -161 |

     – Desciende a la División B. 

### Líderes

#### Jugadores
| Jugador          | PPP  |
| ---------------- | ---- |
| Mathieu Grujicic | 24,6 |
| Mark Mahmutovič  | 20,1 |
| Panagiotis Lefas | 19,1 |
| Daniel Hinkov    | 18,4 |
| Lukas Novakovic  | 16,9 |

| Jugador           | RPP |
| ----------------- | --- |
| Arturas Butajevas | 9,3 |
| Mathieu Grujicic  | 8,9 |
| Ilja Kurucs       | 8,4 |
| Fynn Lastring     | 7,9 |
| Diego Garavaglia  | 7,6 |

| Jugador             | APP |
| ------------------- | --- |
| Georgios Makaratzis | 6,7 |
| Maxence Lemoine     | 5,1 |
| Yücel Çağın Başaran | 5   |
| Dovydas Buika       | 4,9 |
| Isaac Guedegbe      | 4,6 |

| Jugador            | TPP |
| ------------------ | --- |
| Jaroslavs Pihtovs  | 2,6 |
| Rrezon Elezay      | 2   |
| Lovro Faganel      | 1,8 |
| Dominykas Daubaris | 1,7 |
| Erik Dietz         | 1,6 |
| Damjan Danev       | 1,6 |
| Lazar Stojković    | 1,6 |
| Fynn Lastring      | 1,6 |

| Jugador          | SPP |
| ---------------- | --- |
| Diego Garavaglia | 2,9 |
| Nikola Janichikj | 2,7 |
| Vince T'Joncke   | 2,1 |
| Daniel Hinkov    | 2,1 |
| Yonatan Keller   | 2   |

| Jugador          | EPP  |
| ---------------- | ---- |
| Mathieu Grujicic | 22,9 |
| Diego Garavaglia | 20,9 |
| Daniel Hinkov    | 19,9 |
| Mark Mahmutovič  | 18,6 |
| Fynn Lastring    | 17,9 |

#### Equipos
| Equipo    | PPP   |
| --------- | ----- |
| Lituania  | 100,7 |
| España    | 89    |
| Italia    | 85,9  |
| Francia   | 85,6  |
| Serbia    | 84    |
| Eslovenia | 84    |

| Equipo   | RPP  |
| -------- | ---- |
| Lituania | 47,7 |
| España   | 47,4 |
| Alemania | 43,7 |
| Serbia   | 42,1 |
| Turquía  | 42   |

| Equipo    | APP  |
| --------- | ---- |
| Lituania  | 24   |
| Francia   | 22,1 |
| Eslovenia | 20,1 |
| Italia    | 19,9 |
| Israel    | 17,7 |

| Equipo   | TPP |
| -------- | --- |
| España   | 6,6 |
| Turquía  | 5,7 |
| Lituania | 5,4 |
| Francia  | 4,7 |
| Serbia   | 4,4 |

| Equipo   | SPP  |
| -------- | ---- |
| Italia   | 11,7 |
| Grecia   | 10,1 |
| Israel   | 9,9  |
| Francia  | 9,6  |
| Lituania | 9,6  |

| Equipo   | EPP   |
| -------- | ----- |
| Lituania | 124,3 |
| España   | 110,9 |
| Francia  | 107,9 |
| Italia   | 102,3 |
| Serbia   | 98,1  |

## Premios y reconocimientos
| Quinteto ideal                                                           |
| ------------------------------------------------------------------------ |
| Valdi Valters Pavle Bačko Ian Platteeuw Diego Garavaglia Maxence Lemoine |
| MVP: Ian Platteeuw                                                       |